# 千枚通し

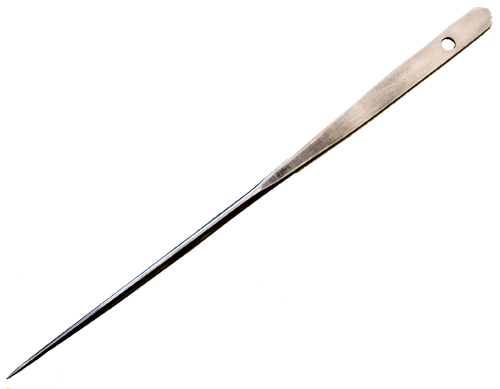
千枚通し

千枚通し（せんまいどおし）とは、手を使って小孔を開けるための文房具である。目打ちと呼ばれることもある。多くの重ねた紙を刺し通し、孔をあけるのに用いる。鋭い針状の切っ先と持ち手で構成される形状は錐と似ている。
錐との違いは先端の形状にある。錐はドリルのように対象を切削して穴を掘り進めるため、先端が角錐状や弧状の刃になっているのに対し、千枚通しは繊維の隙間を押し広げて孔を開けるつくりになっているため刃がなく、縫い針を太くしたような円錐形となっている。
使うときは対象に先端をあて、持ち手に力を込めて刺し通す。紙の量が多いときにはこじるように回転させる。
なお、先端付近に小さな穴を設けてミシン針のように紐を通せるつくりの千枚通しもある。
過去、多く用いられていた和紙あるいは藁半紙などは紙を構成する繊維の隙間が広く、そこを千枚通しでこじ開けていくようにして容易に穿孔できた。しかし現代のコピー用紙のような密度が高い紙は枚数を重ねると千枚通しでは刃が立たなくなり、パンチが登場してからは、安全面でも鋭利な先端が露出した千枚通しより優れていることから、オフィスや学校などでは次第に取って代わられた。現在でもホームセンターで容易に手に入るが、鰻や穴子などを捌く際にまな板に固定したり、たこ焼き等をひっくり返す調理道具として販売されていたり、農業、裁縫、工作など、別の用途で使われるようになった。